# Xeropigo
Xeropigo is een geslacht van spinnen uit de familie loopspinnen (Corinnidae).

## Soorten
- Xeropigo brescoviti De Souza & Bonaldo, 2007
- Xeropigo camilae De Souza & Bonaldo, 2007
- Xeropigo candango De Souza & Bonaldo, 2007
- Xeropigo cotijuba De Souza & Bonaldo, 2007
- Xeropigo pachitea De Souza & Bonaldo, 2007
- Xeropigo perene De Souza & Bonaldo, 2007
- Xeropigo rheimsae De Souza & Bonaldo, 2007
- Xeropigo smedigari (Caporiacco, 1955)
- Xeropigo tridentiger (O. P.-Cambridge, 1869)